# Гепатология
Гепатоло́гия (от др.-греч. ἧπαρ, ἥπᾰτος — печень и λόγος — учение) — раздел медицины, изучающий строение, функции и заболевания печени, гепатобилиарной зоны и методы их лечения. Является одним из разделов гастроэнтерологии. Перекрестную дифференциальную диагностику обычно проводят с нефрологическими заболеваниями.
Общая гепатология занимается вопросами строения и исследования гепатобилиарной зоны, а также протекающих в ней патологических процессов. Специальная гепатология занимается методами лечения конкретных заболеваний данной зоны. 
Гепатология сформировалась как отдельный раздел гастроэнтерологии как следствие специализации врачей и медицинских учреждений на заболеваниях печени и желчевыводящих путей. Для исследования заболеваний были привлечены методы смежных дисциплин, основанные на достижениях современной физики и математики. В насточщее время исследования ведутся на молекулярно-биологическом уровне. 
На протяжении истории менялись представления о причинах заболеваний печени, в современный период сформировавшие инфекционно-иммуногенетическую теорию. Заметную роль в этом сыграл русский врач Сергей Петрович Боткин. Были изучены и классифицированы гепатиты, гепатозы, циррозы печени, выявлена связь заболеваний печени с желчнокаменной болезнью.